# Adolfo Orive Alba
Adolfo Orive de Alba (Ciudad de México, 9 de diciembre de 1907-Ciudad de México, 24 de marzo de 2000) fue un ingeniero mexicano que organizó muy importantes proyectos:
Director de la Comisión Nacional de Irrigación (1934-1946), de donde pasó a ser el primer secretario de Recursos Hidráulicos, en la administración de Miguel Alemán Valdés.
Posteriormente fue promotor de la Siderúrgica Lázaro Cárdenas - Las Truchas (SICARTSA), y logró materializar la primera planta de la empresa, misma que se inauguró en 1976, por el presidente José López Portillo.
| Predecesor: Primer titular | Secretario de Recursos Hidráulicos de México 1947-1952 | Sucesor: Eduardo Chávez Ramírez |